# Centre de sociologie de l'innovation
Pour les articles homonymes, voir CSI.
Ne doit pas être confondu avec Centre de sociologie des organisations.
Le Centre de sociologie de l'innovation (CSI) est un laboratoire de recherche en sciences sociales français fondé en 1967 à l'École des mines de Paris. Il est associé au Centre national de la recherche scientifique (CNRS) et se distingue, en particulier, par ses contributions dans le domaine de la sociologie des sciences et des techniques et par les apports de plusieurs de ses membres à la théorie de l'acteur-réseau.
La liste de ses membres (chercheurs, enseignants-chercheurs) actuels et passés inclut : Madeleine Akrich, Yannick Barthe, Michel Callon, Liliana Doganova, Antoine Hennion, Nicolas Dodier, Lucien Karpik, Bruno Latour, Philippe Larédo, Brice Laurent, Dominique Linhardt, Cécile Méadel, Fabian Muniesa, Philippe Mustar, Vololona Rabeharisoa et Catherine Rémy.
Parmi ceux qui ont soutenu une thèse au CSI : Clément Combes, Emmanuel Didier, Sophie Dubuisson-Quellier, Emilie Gomart, Benjamin Lemoine, Hélène Mialet, Francesca Musiani, Albena Yaneva, etc.